# Kimberly Peirce
Kimberly Ane Peirce (Harrisburg, 8 settembre 1967) è una regista e sceneggiatrice statunitense.
Ha diretto il film Boys don't cry (1999) per il quale Hilary Swank ha vinto il premio Oscar. Nel 2007 ha diretto un'altra pellicola basata su una storia vera, Stop-Loss con protagonista Ryan Phillippe. Ultimamente ha diretto Lo sguardo di Satana - Carrie, remake del film di Brian De Palma Carrie, lo sguardo di Satana, con Chloë Moretz e Julianne Moore.

## Biografia
Peirce è nata l'8 settembre 1967 a Harrisburg, in Pennsylvania, da Sherry e Robert A. Peirce (originariamente Materazzi), proprietario di una società di costruzioni. Quando Peirce aveva tre anni, si trasferì a New York City, e all'età di undici anni si trasferì a Miami, in Florida, dove alla fine si diplomò alla Miami Sunset Senior High School.

## Carriera
Mentre frequentava l'Università di Chicago, Peirce si trasferì per due anni a Kobe, in Giappone, lavorando come fotografa e insegnando inglese, trasferendosi poi a New York per lavorare come fotografa alla rivista Time sotto la guida del fotogiornalista Alfred Eisenstaedt. Tornò poi all'Università di Chicago per laurearsi in letteratura inglese e giapponese.
Peirce si iscrive poi all'Università di Columbia, per ottenere un diploma MFA in Cinema. Alla Columbia, nel 1994, Peirce completò The Last Good Breath, un cortometraggio sperimentale su due amanti infelici  coinvolti in una guerra mondiale nella quale mentre un amante vive sempre, l'altro muore sempre. Il corto è stato proiettato nella sezione "Pardi di domani" al Locarno International Film Festival..

### Boys Don't Cry
Durante gli studi alla Columbia, mentre lavorava alla sua tesi, un film sulla vita di una donna soldato durante la guerra civile americana, Peirce lesse un articolo pubblicato sul Village Voice article relativo alla vicenda di Brandon Teena, transgender FtM del Nebraska, brutalmente stuprato e assassinato dopo la scoperta della sua identità di genere. Messo da parte il soggetto della sua tesi originaria, Peirce si recò in Nebraska, a Falls City, conducendo ricerche e facendo interviste alle persone coinvolte nella vicenda, come Lana Tisdale (fidanzata di Brandon) e la madre di Lana. Assistette anche al processo per omicidio dei due sospettati. Il risultato fu un cortometraggio realizzato nel 1995 per la sua tesi di laurea. Nominato dalla facoltà di Columbia per il Princess Grace Award, ottenne un Astrea Production Grant.
Dopo che la produttrice cinematografica Christine Vachon vide una versione del cortometraggio, Vachon e Peirce iniziarono a lavorare sul film. Al fine di finanziare la scrittura e lo sviluppo del film, Peirce fece vari lavori, assistente legale e proiezionista; ricevette una sovvenzione della New York Foundation for the Arts  ; ottenne l'aiuto del Sundance Institute's Filmmakers, Writers and Producers Labs nel 1997.
Peirce completò il film nel 1999. Alla sua uscita, Boys Don't Cry divenne uno dei film più acclamati e discussi dell'anno, proiettato ai festival cinematografici di Venezia, Toronto e New York. La pellicola, le sue interpreti e la regista hanno ottenuto molti riconoscimenti, tra i quali l'Oscar come miglior attrice Oscar, il Golden Globe e l'Independent Spirit Award e molti altri premi per la star del film, Hilary Swank. Chloë Sevigny è stata nominata come migliore attrice non protagonista al premio Oscar e al Golden Globe e ha vinto l'Independent Spirit Award e molti altri premi per il ruolo di Lana Tisdale. Il film ha ricevuto il premio della Critica internazionale come miglior film sia al London che allo Stockholm Film Festival, il Satyajit Ray Foundation Award per il miglior  lungometraggio d'esordio al London Film Festival, ed è stato nominato "Best American Feature" da Janet Maslin. Peirce ha vinto il premio come miglior regista d'esordio assegnato dal National Board of Review e come miglior regista dalla Boston Society of Film Critics.

### Altri film al cinema e in tv
Nel 2005, ispirata alle storie della vita reale di soldati americani (incluso suo fratello), combattenti in Iraq, iniziò a lavorare sul progetto cinematografico Stop-Loss, uscito poi nel 2008 e che ha avuto un riscontro positivo da parte della critica.
Nel 2013 ha diretto il remake del film horror del 1976 Carrie - Lo sguardo di Satana. Il film vinse il People's Choice Award for Favorite Horror Movie.

## Filmografia parziale

### Regista

#### Cinema
- Boys Don't Cry (1999)
- Stop-Loss (2008)
- Lo sguardo di Satana - Carrie (Carrie) (2013)

#### Televisione
- The L Word - serie TV, 1 episodio (2006)
- Turn: Washington's Spies - serie TV,1 episodio (2015)
- Manhattan - serie TV, 1 episodio (2015)
- American Crime - serie TV, 1 episodio (2016)
- Game of Silence - serie TV, 1 episodio (2016)
- Halt and Catch Fire - serie TV, 2 episodi (2015 - 2016)
- I Love Dick - serie TV, 1 episodio (2017)
- Six - serie TV, 3 episodi (2017-2018)
- Dear White People - serie TV, 1 episodio (2018)
- Kidding - Il fantastico mondo di Mr. Pickles - serie TV, 2 episodi (2020)

#### Cortometraggi
- The Last Good Breath (1994)
- Boys Don't Cry (1995)

### Produttrice
- Stop-Loss (2008)

### Sceneggiatrice
- The Last Good Breath (1994) - cortometraggio
- Boys Don't Cry (1995) - cortometraggio
- Boys Don't Cry (1999)
- Stop-Loss (2008)